# Palermo (Kalifornia)
Palermo – jednostka osadnicza w Stanach Zjednoczonych, w stanie Kalifornia, w hrabstwie Butte.